# Irina Bara
Irina Maria Bara (født 18. marts 1995 i Ștei, Rumænien) er en professionel tennisspiller fra Rumænien.